# Sybil Gibson
Sybil Gibson, (18 de febrero de 1908, Dora–2 de enero de 1995, Dunedin) nacida Sybil Aaron, fue una excéntrica pintora naif norteamericana.

## Biografía
Hija de un próspero minero, ejerció como maestra elemental. A los 19 años, en 1929 se casó con Hugh Gibson, padre de una hija y en 1940 se estableció en Florida. 
Su matrimonio fracasó y la muchacha fue educada por sus abuelos. 
No demostró especial interés por la pintura pero, en 1963 a los 55 años comenzó a pintar en bolsas de papel marrón de almacén y témpera.
En 1971, poco tiempo antes de su primera exposición en el Miami Museum of Modern Art Gibson desapareció. Su comportamiento errático la hacía aparecer y desaparecer por largo tiempo de los lugares donde vivía.
Se calculan en 300 las obras que pintó algunas figuran en colecciones permanentes en museos (Museum of Art, Montgomery Museum of Fine Arts, American Folk Art, New Orleans Museum of Art).
Sybil Gibson regresó a Alabama en 1981 a un asilo de ancianos. Afectada por cataratas, su hija la llevó a Florida donde fue operada y residió hasta su muerte en 1995.
Ha participado en más de 50 exposiciones y considerada por críticos como una importante artista ingenua"